# Incoterms
Los incoterms (palabra derivada del sigloide en lengua inglesa international commercial terms, que se traduce al español como «términos de comercio internacional») son términos, de tres letras cada uno, que reflejan las normas de aceptación voluntaria por las partes en un contrato de compraventa internacional de mercancías acerca de las condiciones de entrega de las mercancías. Se usan para aclarar los costes de las transacciones comerciales internacionales, delimitando las responsabilidades entre el comprador y el vendedor, y reflejan la práctica actual en el transporte internacional de mercancías.
Los Incoterms, establecidos por la Cámara de Comercio Internacional, especifican cómo se distribuyen las responsabilidades y los costos entre las partes involucradas en las etapas de transporte y entrega de mercancías. Estas reglas se identifican con abreviaturas que consisten en las iniciales de términos en inglés. Funcionan como un lenguaje común que permite a todas las empresas del mundo entender de manera uniforme los procedimientos de distribución y transporte. De esta manera, las empresas pueden entregar sus productos conforme a lo esperado. Además, los Incoterms detallan las modificaciones en las abreviaturas y las transacciones. Desde 1936, estos términos comerciales internacionales han sido esenciales para el comercio global.
La Convención de las Naciones Unidas sobre los contratos de compraventa internacional de mercaderías, firmada en Viena el 11 de abril de 1980 (en inglés, CISG, U.N. Convention on Contracts for the International Sale of Goods), describe, en su Parte III, titulada «Venta de las mercancías» (artículos 25 a 88), el momento en que el riesgo sobre la mercancía se transfiere del vendedor al comprador. Según indica la nota explicativa de la Secretaría de la Comisión de las Naciones Unidas para el Derecho Mercantil Internacional (CNUDMI o «UNCITRAL») acerca de la CISG: «El determinar el momento exacto en que el riesgo de pérdida o deterioro de las mercancías pasará del vendedor al comprador es de gran importancia en los contratos de compraventa internacional de mercancías. Las partes podrán resolver esa cuestión en su contrato mediante una estipulación expresa al respecto o remitiendo a alguna cláusula comercial como sería, por ejemplo, alguna de las cláusulas incoterms. La remisión a cualquiera de esas cláusulas excluiría la aplicación de toda disposición en contrario de la CISG. Sin embargo, para el caso frecuente en que el contrato no haya previsto nada al respecto, la CISG ofrece un juego completo de reglas supletorias».
La Cámara de Comercio Internacional (CCI) (en inglés, ICC: International Chamber of Commerce) se ha encargado desde 1936 (con revisiones en 1945, 1953, 1967, 1976, 1980, 1990, 2000, 2010 y 2020) de la elaboración y actualización de estos términos, de acuerdo con los cambios que va experimentando el comercio internacional. A la fecha de este artículo, están en vigor los incoterms 2020 (desde el 1 de enero de 2020), tomando en cuenta que el Drafting Group por primera vez incluye a representantes de China y de Australia en el grupo de redacción, ya que la mayoría de los miembros son europeos. Sin que ello signifique que los anteriores incoterms hayan dejado de usarse, por lo que siempre se debe señalar la regla del incoterm y el año de la versión.

## Reglas y usos estandarizados del comercio internacional
El objetivo fundamental de los incoterms consiste en establecer criterios definidos sobre la distribución de los gastos y la transmisión de los riesgos entre la parte compradora y la parte vendedora en un contrato de compraventa internacional.
Los incoterms son de aceptación voluntaria por las partes, o sea, no son un esquema jurídico obligatorio; el tratado jurídico obligatorio para los 71 países que lo han ratificado es el CISG, mencionado más arriba. Su principal ventaja consiste en haber simplificado mediante 11 denominaciones normalizadas un cúmulo de condiciones que tienen que cumplir las dos partes contratantes. Gracias a esta armonización o estandarización, la parte compradora y la parte vendedora saben perfectamente a qué atenerse.
Además de las estipulaciones propias de cada regla incoterms, un contrato de compraventa internacional de mercancías puede admitir otras condiciones adicionales. Estos casos se deben establecer cuidadosamente porque los incoterms están redactados con gran armonía y recogen la práctica de infinitas experiencias comerciales internacionales.
Los Incoterms se aplican únicamente en las compraventas internacionales de mercancías, no en las de servicios ya que éstos son intangibles en los que no se utiliza la logística.
Los incoterms regulan cuatro aspectos básicos del contrato de compraventa internacional: la entrega de mercancías, la transmisión de riesgos, la distribución de gastos y los trámites de documentos aduaneros.
- La entrega de las mercancías: es la primera de las obligaciones del vendedor. La entrega puede ser directa, cuando el incoterm define que la mercancía se entregue al comprador, son los términos “E” y los términos “D”; o indirecta, cuando la mercancía se entrega a un intermediario del comprador, un transportista o un transitario, son los términos “F” y los términos “C”.
- La transmisión de los riesgos: es un aspecto esencial de los Incoterms y no se debe confundir con la transmisión de la propiedad, que queda regulada por la ley que rige el contrato. El concepto fundamental se basa en que los riesgos, y en la mayoría de los casos, también los gastos, se transmiten en el punto geográfico y en el momento cronológico que definen el contrato y la regla Incoterms establecida. El punto geográfico puede ser la fábrica, el muelle, el interior del buque, etc.; mientras que el momento cronológico está definido por el plazo de entrega de la mercancía. La superposición de ambos requisitos produce automáticamente la transmisión de los riesgos y de los gastos. Por ejemplo, en una entrega FAS (Free Alongside Ship, Franco al costado del buque), acordada en Valencia entre el 1 y el 15 de abril, si la mercancía queda depositada el 27 de marzo y se siniestra el 28, los riesgos son por cuenta del vendedor; en cambio, si se siniestra el 2 de abril, los riesgos son por cuenta del comprador aunque el barco contratado por éste no haya llegado.
- La distribución de los gastos: lo habitual es que el vendedor corra con los gastos estrictamente precisos para poner la mercancía en condiciones de entrega y que el comprador corra con los demás gastos. Existen cuatro casos, los términos “C”, en que el vendedor asume el pago de los gastos de transporte (y el seguro, en su caso) hasta el destino, a pesar de que la transmisión de los riesgos es en origen; esto se debe a usos tradicionales del transporte marítimo que permiten la compraventa de las mercancías mientras el barco está navegando, ya que la carga cambia de propietario con el traspaso del conocimiento de embarque.
- Los trámites de documentos aduaneros: en general, la exportació«Regulaciones de Exportación en Perú: Guías y Requisitos». es responsabilidad del vendedor; sólo existe un incoterm sin despacho aduanero de exportación: EXW (Ex Works, en fábrica), donde el comprador es responsable de la exportación y suele contratar los servicios de un transitario o un agente de aduanas en el país de expedición de la mercancía, que gestione la exportación. Los restantes incoterms son «con despacho»; es decir, la exportación es responsabilidad del vendedor, que algunas veces se ocupa también de la importación en el país de destino; por ejemplo, DDP (Delivered Duty Paid, Entregada derechos pagados).

## Sobre el pago del comprador
La reglamentación de los Incoterms no regula la forma de pago por parte del comprador, únicamente establece una relación de gastos por transporte.
Cuando el pago se realiza mediante crédito documentario, los Incoterms más favorables son aquellos en los que el vendedor gestiona el documento de transporte principal como es el caso de los Incoterms en "C" (CPT, CFR, CIP y CIF) ya que, normalmente, será necesario presentar este documento para cobrar el crédito documentario.

## Principales cambios en la versión de los Incoterms 2020
Las reglas Incoterms 2020 han introducido algunos cambios significativos en relación con la versión anterior que fue la del año 2010. Estos cambios se han realizado para adaptarse a los nuevos usos de la logística internacional, las comunicaciones vía Internet y los procedimientos de seguridad que se han instaurado en las fronteras de los países:
- Se establecen dos niveles de seguros diferentes; ICC-C para CIF e ICC-A para CIP.
- En la edición 2020 se estipula que en la regla FCA Puerto, el vendedor podrá exigir al comprador una copia de un conocimiento de embarque (Bill of Lading) con una anotación a bordo, como prueba de entrega.
- Se permite la documentación electrónica y se potencia su uso.
- Desaparece DAT.
- Aparece DPU.
- Se amplían las notas aclaratorias previas a cada regla.

• Ámbito internacional y nacional. Si bien los Incoterms tienen su razón de ser en las particularidades del comercio internacional, en la versión del año 2020 se hace referencia a su uso también para el comercio nacional. Este nuevo enfoque en cuanto al ámbito se justifica sobre todo porque existen zonas de integración económica (como es el caso de la UE) que pueden llegar a tener la consideración de mercado "nacional" al haberse suprimido las aduanas, aunque el uso de los Incoterms sigue estando plenamente justificado por las diferentes alternativas que hay en cuanto a medios de transporte y lugares de entrega.

## Categorización de los incoterms 2020
Los incoterms se dividen en cuatro categorías: E, F, C, D.
- Término en E: EXW

El vendedor pone las mercancías a disposición del comprador en los propios locales del vendedor; esto es, una entrega directa a la salida.
- Términos en F: FCA, FAS y FOB

Al vendedor se le encarga que entregue la mercancía a un medio de transporte elegido y pagado por el comprador;
Esto es, una entrega indirecta sin pago del transporte principal por el vendedor.
- Términos en C: CFR, CIF, CPT y CIP

El vendedor contrata el transporte, pero sin asumir el riesgo de pérdida o daño de la mercancía o de costes adicionales por los hechos acaecidos después de la carga y despacho; esto es, una entrega indirecta con pago del transporte principal por el Vendedor.
- Términos en D: DPU, DAP y DDP

El vendedor soporta todos los gastos y riesgos necesarios para llevar la mercancía al país de destino; esto es una entrega directa a la llegada. Los costes y los riesgos se transmiten en el mismo punto, como los términos en E y los términos en F.
Los términos en D no se proponen cuando el pago de la transacción se realiza a través de un crédito documentario, básicamente porque las entidades financieras no lo aceptan.
DAP es una regla Incoterms polivalente "flexible" y se puede usar en cualquier medio de transporte y en la combinación de todos ellos.

## Definiciones de los términos 2020

### Grupo E – Entrega directa a la salida

#### Ex works (EXW)
Ex Works (named place) → ‘en fábrica (lugar convenido)’.
El vendedor pone mercancía a disposición del comprador en sus propias instalaciones: fábrica, almacén, etc. Todos los gastos a partir de ese momento son por cuenta del comprador.
Ex Works consiste en que el vendedor solo es responsable de entregar las mercancías en sus instalaciones propias o externas designadas por el mismo. El comprador asume todo el riesgo desde allí hasta el destino. En condiciones Ex Works el vendedor pone la mercancía a disposición del comprador  en sus propios locales pero no tiene ninguna obligación de cargar la mercancía en el vehículo que venga a recoger la mercancía, ni tampoco despachará la mercancía para la exportación. La regla incoterm® EXW significa la mínima obligación para el vendedor.

### Grupo F – Entrega indirecta, sin pago del transporte principal

#### Free alongside ship (FAS)
Free Alongside Ship (named loading port) → ‘Libre al costado del buque (puerto de carga convenido)’.
El vendedor entrega la mercancía en el muelle pactado del puerto de carga convenido; esto es, al lado del barco. La regla incoterms FAS es propia de mercancías de carga a granel o de carga voluminosa porque se depositan en terminales del puerto especializadas, que están situadas en el muelle. No contempla otros modos de transporte que no sean marítimo o fluvial. 
El vendedor es responsable de las gestiones y costes de la aduana de exportación.
Tipo de carga: carga a granel o carga voluminosa.

#### Free on board (FOB)
Free On Board (named loading port) → 'Libre a bordo (puerto de carga convenido)'.
El vendedor entrega la mercancía sobre el buque. El comprador se hace cargo de designar y reservar el transporte principal (buque).
El FOB es una de las reglas más usadas en el comercio internacional. Se debe utilizar para carga general (bidones, bobinas, contenedores, etc.) de mercancías, no utilizable para granel. Su aparición es previa a la creación de la Cámara de Comercio Internacional, pues ya se tiene constancia de su uso en las Cortes Británicas, en 1812. 
La regla Incoterms FOB se utiliza exclusivamente para transporte en barco, ya sea marítimo o fluvial.
Un error muy común en sector es referirse al término FOB para presupuestar expediciones aéreas, al ser FOB un incoterm expresamente para expediciones marítimas no contenerizadas no se podría utilizar, dado que NO es un incoterm polivalente. el incoterm correcto para este tipo de operaciones debe ser FCA y sus variantes.

#### Free carrier (FCA)
Free Carrier (named place) → ‘Libre transportista (lugar convenido)’.
El vendedor se compromete a entregar la mercancía en un punto acordado dentro del país de origen, que pueden ser los locales de un transitario, una estación ferroviaria... (este lugar convenido para entregar la mercancía suele estar relacionado con los espacios del transportista). Se hace cargo de los costes hasta que la mercancía está situada en ese punto convenido. 
La regla Incoterms FCA se puede utilizar con cualquier tipo de transporte: transporte aéreo, ferroviario, por carretera y en contenedores/transporte multimodal. Sin embargo, es una regla no demasiado empleada para sustituir a FOB.

### Grupo C – Entrega indirecta, con pago del transporte principal

#### Cost and freight (CFR)
Cost and Freight (named destination port) → ‘coste y flete (puerto de destino convenido)’.
El vendedor se hace cargo de todos los costes, incluido el transporte principal, hasta que la mercancía llegue al puerto de destino. Sin embargo, el riesgo se transfiere al comprador en el momento que la mercancía se encuentra cargada en el buque, en el país de origen. Se debe utilizar para carga general, que se transporta en contenedores; NO es apropiado para los graneles.
La regla Incoterms CFR sólo se utiliza para transporte en barco, ya sea marítimo o fluvial.

#### Cost, insurance and freight (CIF)
Cost, Insurance and Freight (named destination port) → ‘coste, seguro y flete (puerto de destino convenido)’.
El vendedor se hace cargo de todos los costes, incluidos el transporte principal y el seguro, hasta que la mercancía llegue al puerto de destino. Aunque el seguro lo ha contratado el vendedor, el beneficiario del seguro es el comprador. El seguro debe contener unas cláusulas similares a las ICC-C de la IUA. 
Como en la regla anterior, CFR, el riesgo se transfiere al comprador desde el momento en que la mercancía se encuentra cargada en el buque, en el país de origen. El incoterm CIF es uno de los más usados en el comercio internacional porque las condiciones de un precio CIF son las que marcan el valor en aduana de un producto que se importa. Se debe utilizar para carga general o convencional.
El incoterm CIF es exclusivo del medio marítimo.

#### Carriage paid to (CPT)
Carriage Paid To (named place of destination) → ‘transporte pagado hasta (lugar de destino convenido)’.
El vendedor se hace cargo de todos los costes, incluido el transporte principal, hasta que la mercancía llegue al punto convenido en el país de destino. Sin embargo, el riesgo se transfiere al comprador en el momento de la entrega de la mercancía al transportista dentro del país de origen. Si se utilizan varios transportistas para llegar a destino, el riesgo se transmite cuando la mercancía se haya entregado al primero .
La regla Incoterms CPT se puede utilizar con cualquier modo de transporte incluido el transporte multimodal (combinación de diferentes tipos de transporte para llegar a destino).

#### Carriage and insurance paid (CIP)
Carriage and Insurance Paid (To) (named place of destination) → ‘transporte y seguro pagados hasta (lugar de destino convenido)’.
El vendedor se hace cargo de todos los costes, incluidos el transporte principal y el seguro, hasta que la mercancía llegue al punto convenido en el país de destino. Aunque el seguro lo ha contratado el vendedor, el beneficiario del seguro es el comprador.
La regla Incoterms CIP se puede utilizar con cualquier modo de transporte o con una combinación de ellos (transporte modal). La versión 2020 incluye una modificación en esta norma respecto a 2010 y es que recomienda que el clausulado del seguro sea equivalente a las cláusulas ICC-A de la IUA.

### Grupo D – Entrega directa en la llegada

#### Delivered at Place and Unloaded (DPU)
Delivered at place unloaded (place) → ‘entregado en lugar y descargado (lugar)’.
Remplaza a la regla DAT (Delivered at Terminal - Entregado en la terminal) que aparecía en la versión de 2010. Es una regla multimodal. Supone que el vendedor entrega la mercancía en el lugar designado por el comprador, con descarga incluida. Puede ser descarga en puerto o en un lugar de destino. Sin embargo, el comprador deberá hacerse cargo del despacho de importación.

#### Delivered At Place (DAP)
Delivered At Place (named destination place) → ‘entregado en un punto (lugar de destino convenido)’.
La regla Incoterms DAP se utiliza para todos los tipos de transporte. Reemplazó los Incoterms DAF, DDU y DES en la edición de 2010. 
El vendedor se hace cargo de todos los costes, incluidos el transporte principal y el seguro (que no es obligatorio), pero no de los costes asociados a la importación, hasta que la mercancía se ponga a disposición del comprador en un vehículo listo para ser descargado. También asume los riesgos hasta ese momento. El despacho de importación es asumido por el comprador. Si este no despacha en plazo, puede originar costes en terminal.

#### Delivered Duty Paid (DDP)
Delivered Duty Paid (named destination place) → ‘entregado con derechos pagados (lugar de destino convenido)’.
El vendedor paga todos los gastos hasta dejar la mercancía en el punto convenido en el país de destino. El comprador no realiza ningún tipo de trámite. Los gastos de aduana de importación son asumidos por el vendedor. El tipo de transporte es polivalente/multimodal

## Responsabilidad de la entrega por parte del vendedor
Para un término dado, "Sí" indica que el vendedor tiene la responsabilidad de proveer el servicio incluido en el precio; "No" indica que es responsabilidad del comprador. Si el seguro no está incluido en los términos (por ejemplo, CFR) entonces el seguro para el transporte es responsabilidad del comprador.
En definitiva, los Incoterms son unas normas ampliamente conocidas y utilizadas por los diferentes actores que participan en las operaciones de comercio exterior (exportadores, importadores, transportistas, transitarios, agentes de aduanas, bancos y compañías de seguros, etc.) y por ello deben conocerse en profundidad, para utilizarse correctamente y con ello evitar discrepancias entre las partes.

## Seguro (cobertura mínima del 110% de la factura según cláusula «C» de la Cámara Internacional de Comercio)
Es importante aclarar que, a partir de los Incoterms 2020, los únicos términos que obligan a contratar un seguro, según sus estipulaciones, son CIF, CIP y DDP. (La letra «I» corresponde a «insurance» (seguro, en inglés). Así lo muestra la siguiente tabla: 
| Nombre | Carga a camión | Pago de tasas de exportación | Transporte al puerto de origen | Descarga del camión en el puerto de origen | Cargos por embarque en el puerto de origen | Transporte al puerto de destino | Cargos por desembarque en el puerto de destino | Carga en camiones desde el puerto de destino | Transporte al destino | Seguros | Paso de aduanas | Impuesto de importación |
| EXW    | No             | No                           | No                             | No                                         | No                                         | No                              | No                                             | No                                           | No                    | No      | No              | No                      |
| FCA    | Sí             | Sí                           | Sí                             | No                                         | No                                         | No                              | No                                             | No                                           | No                    | No      | No              | No                      |
| FAS    | Sí             | Sí                           | Sí                             | Sí                                         | No                                         | No                              | No                                             | No                                           | No                    | No      | No              | No                      |
| FOB    | Sí             | Sí                           | Sí                             | Sí                                         | Sí                                         | No                              | No                                             | No                                           | No                    | No      | No              | No                      |
| CFR    | Sí             | Sí                           | Sí                             | Sí                                         | Sí                                         | Sí                              | No                                             | No                                           | No                    | No      | No              | No                      |
| CIF    | Sí             | Sí                           | Sí                             | Sí                                         | Sí                                         | Sí                              | No                                             | No                                           | No                    | Sí      | No              | No                      |
| CPT    | Sí             | Sí                           | Sí                             | Sí                                         | Sí                                         | Sí                              | No                                             | No                                           | No                    | No      | No              | No                      |
| CIP    | Sí             | Sí                           | Sí                             | Sí                                         | Sí                                         | Sí                              | No                                             | No                                           | No                    | Sí      | No              | No                      |
| DPU    | Sí             | Sí                           | Sí                             | Sí                                         | Sí                                         | Sí                              | Sí                                             | Sí                                           | Sí                    | No      | No              | No                      |
| DAP    | Sí             | Sí                           | Sí                             | Sí                                         | Sí                                         | Sí                              | Sí                                             | Sí                                           | Sí                    | No      | No              | No                      |
| DDP    | Sí             | Sí                           | Sí                             | Sí                                         | Sí                                         | Sí                              | Sí                                             | Sí                                           | Sí                    | Sí      | Sí              | Sí                      |

## Reconocimiento Contable de acuerdo a Incoterm
Los Incoterms son fundamentales para el reconocimiento contable de los ingresos y gastos de una entidad, dado que estos van a marcar la pauta para su reconocimiento en la información financiera de la entidad. 
De acuerdo al postulado básico en la NIF A-2, "Devengaron Contable", se debe reconocer el ingreso, gasto, o transformación interna cuando esta ocurra y no cuando se realice. De igual forma, la NIF D-1 "Ingresos por Contratos", contempla que los ingresos se reconocen cuando se transfieren los derechos del bien en cuestión, de ahí la importancia de los Incoterms en la contabilidad.

## Principales diferencias entre términos
CFR vs CPT:
CFR: El vendedor paga el flete marítimo hasta el puerto de destino. El comprador se hace cargo del despacho de aduana y costos de importación.
CPT: El vendedor paga el transporte hasta el lugar de destino. El comprador asume los costos adicionales y el riesgo después de la entrega.
FCA vs FOB:
FCA: El vendedor entrega la mercancía al transportista designado por el comprador en el lugar acordado. El riesgo y los costos pasan al comprador desde ese punto.
FOB: El vendedor entrega la mercancía a bordo del buque en el puerto de embarque. El riesgo y los costos pasan al comprador en ese momento.
Incoterms 
DAP o DDP:
DAP: El vendedor entrega la mercancía en el lugar de destino, desembarcada y lista para su descarga. El comprador paga los costos de importación, como aranceles e impuestos.
DDP: El vendedor entrega la mercancía en el lugar de destino, desembarcada y lista para su descarga. El vendedor también paga los costos de importación, incluyendo aranceles e impuestos.
CIP o CIF:
CIP: El vendedor entrega la mercancía al transportista y paga el seguro de transporte. El comprador asume los costos y riesgos después de la entrega.
CIF: El vendedor entrega la mercancía al transportista y paga el seguro de transporte. Además, el vendedor paga el flete marítimo hasta el puerto de destino acordado.